# Herman de By
Herman Alexander de By (Rotterdam, 16 februari 1873 – aldaar, 24 februari 1961) was een zwemmer, die Nederland eenmaal vertegenwoordigde bij de Olympische Spelen: Parijs 1900.
In de hoofdstad van Frankrijk kwam De By uit op de 200 meter vrije slag. Op dat nummer werd hij in de series uitgeschakeld. De By, lid van zwemvereniging De Rotterdamsche Zwemclub (RZC), was in Parijs een van de vier zwemmers, die namens Nederland deelnam aan de tweede (moderne) Olympische Spelen uit de geschiedenis. De anderen waren Johannes Dirk Bloemen (200 meter rugslag), Johannes Drost (200 meter rugslag) en Eduard Meijer (vier kilometer vrije slag).
De By overleed op 24 februari 1961 in zijn woonplaats Rotterdam op 88-jarige leeftijd.